# Сант'Андреа (Бреша)
Сант'Андреа је насеље у Италији у округу Бреша, региону Ломбардија.
Према процени из 2011. у насељу је живело 1071 становника. Насеље се налази на надморској висини од 150 м.